# Козаки (Хайборійська ера)
Козаки (англ. од. kozak, мн. kozaki)  — у вигаданому світі Гіборійської ери, американського письменника Роберта Говарда та його послідовників, народ який мешкав на берегах внутрішнього моря Вілайет.
Створюючи всесвіт Гіборійської ери (світ Конана з Кімерії), Роберт Говард неодноразово використовував назви реальних історичних племен, народів, а також назви місцин, де відбуваються події творів. Це в першу чергу стосується кімерійців, народу який мешкав у межах сучасної України в IX— VII століттях до н.е. Серед таких нашарувань реальності і вигадки у автора з'являються козаки.

## Поява козаків
Козаки у Говарда, це кочовики, які сформувалися зі злочинців, бідняків, рабів-утікачів та солдатів-дезертирів. Ці люди, які згодом склали своєрідну націю, визнавали лише свої закони і стали доволі вагомою силою, котра вже могла загрожувати сусіднім державам. Козаки мали свою мову, а сама назва «козак», цією мовою мала значення: руйнівник, пропаща чи нікудишня людина; в оригіналі англ. wastrel. 

## Розташування

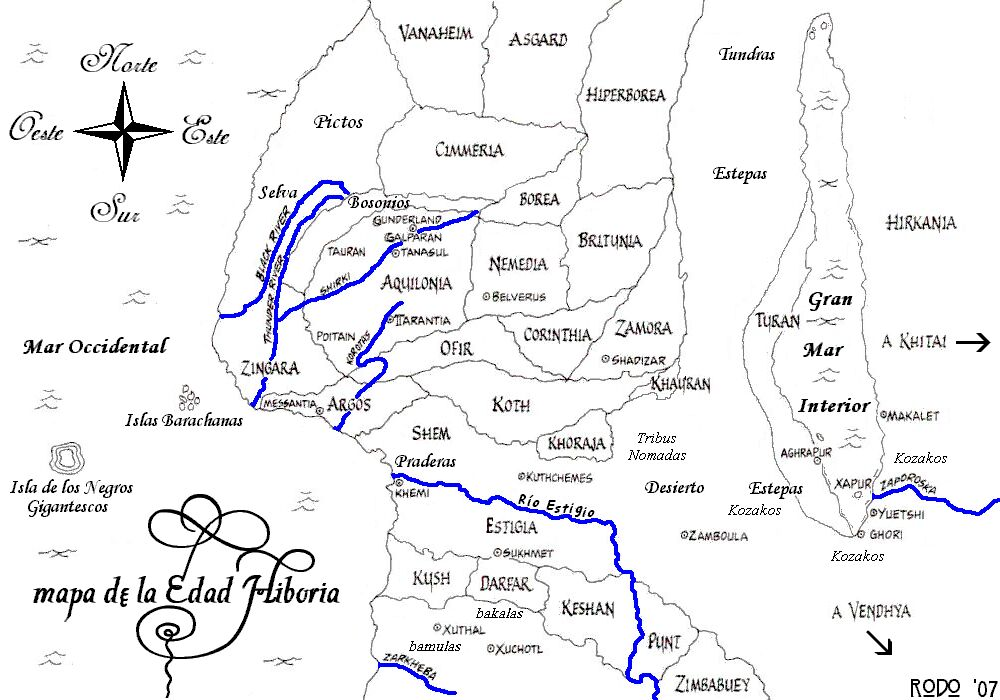
Мапа світу Гіборійської ери. На мапі присутні землі де мешкали козаки

Козаки мешкали між внутрішнім морем Вілайет та східними кордонами гіборійських держав, а також біля гірканських земель. 
Запорозькі козаки, мали таку назву, від назви річки Запорозка (англ. Zaporoska River), по берегам якої вони селилися, саме в усті річки Запорозка був табір Конана.  У усті цієї річки також мали свої осередки пірати, які товаришували з запорозькими козаками і вразі необхідності приходили їм на допомогу.
У оповіданні Тіні в місячному світлі описано козацьку вольницю Вільне Товариство (англ. Free Companions), як спільноту яка грабувала кордони. Їх було п’ять тисяч чоловіків, представників десятка різних народів.

## Ієрархія
Керівники козацьких ватаг мали назву гетьманів (англ. Hetman). Сам головний герой серії творів, Конан, у декількох оповіданнях фігурує саме як козацький гетьман.
|                                               | \| "Я – Конан, гетьман козаків" «Залізний демон» \| Оригінальний текст (англ.) "I am Conan, a hetman among the kozaks" «The Devil in Iron» |
| "Я – Конан, гетьман козаків" «Залізний демон» | |

## Одяг
У оповіданні «Дорога орлів», вказано, що запорозькі козаки носили хутряні шапки.
Також у оповіданні «Відьма має народитися» описані особливості козацьких традицій у одязі
| | \| "Ольгерд Владислав наповнив свій коштовний кубок з малиновим вином з золотого глечика і посунув його через стіл з чорного дерева Конану кімерійцю. Ольгердів одяг міг би задовольнити марнославство будь-якого запорозького гетьмана. Його халат був з білого шовку, з перлами нашитими на грудях. Талію опоясував бахауріотський ремінець, його спідниці були відтягнуті, щоб розкрити його широкі шовкові бриджі, вставлені в короткі чоботи з м'якої зеленої шкіри, прикрашені золотою ниткою. На його голові був зелений шовковий тюрбан, намотаний на шолом, вкритий золотом. Його єдиною зброєю був широкий вигнутий черкеський ніж в піхвах слонової кістки, який висів на лівому стегні, за козацькою модою." \| Оригінальний текст (англ.) "Olgerd Vladislav filled his jeweled goblet with crimson wine from a golden jug and thrust the vessel across the ebony table to Conan the Cimmerian. Olgerd's apparel would have satisfied the vanity of any Zaporoskan hetman. His khalat was of white silk, with pearls sewn on the bosom. Girdled at the waist with a Bakhauriot belt, its skirts were drawn back to reveal his wide silken breeches, tucked into short boots of soft green leather, adorned with gold thread. On his head was a green silk turban, wound about a spired helmet chased with gold. His only weapon was a broad curved Cherkees knife in an ivory sheath girdled high on his left hip, kozak fashion." |
| "Ольгерд Владислав наповнив свій коштовний кубок з малиновим вином з золотого глечика і посунув його через стіл з чорного дерева Конану кімерійцю. Ольгердів одяг міг би задовольнити марнославство будь-якого запорозького гетьмана. Його халат був з білого шовку, з перлами нашитими на грудях. Талію опоясував бахауріотський ремінець, його спідниці були відтягнуті, щоб розкрити його широкі шовкові бриджі, вставлені в короткі чоботи з м'якої зеленої шкіри, прикрашені золотою ниткою. На його голові був зелений шовковий тюрбан, намотаний на шолом, вкритий золотом. Його єдиною зброєю був широкий вигнутий черкеський ніж в піхвах слонової кістки, який висів на лівому стегні, за козацькою модою." | |

## Відомі козаки
- Конан – головний герой майже всіх творів серії. Варвар – кімерієць. Підчас своїх пригод прибивається до козаків, згодом ставши їх гетьманом. В подальшому житті, хоч і залишив козацьку вольницю, але неодноразово  згадує про своє життя серед козаків. Крім того, як колишнього козацького гетьмана його згадують і інші персонажі творів, особливо піддані королівства Туран, яким він під час своєї козаччини неодноразово дошкуляв;
- Ольгерд Владислав (англ. Olgerd Vladislav) на призвісько Тигр – запорозький авантюрист. Був вождем зуагірів. Врятував розп’ятого Конана. Взяв його до себе, згодом зробивши його своїм лейтенантом. Але с часом Конан відтісняє Ольгерда від влади і він вимушений покинути табір. Фігурує у творах «Полум'яний ніж», та «Відьма має народитися»;

| | \| " У селах говорять, що людина ця стала правицею Ольгерда Владислава, козацького авантюриста, що прийшов з північних степів і своєю волею очолив зуагірів." \| Оригінальний текст (англ.) " It is rumored that he has become the right-hand man of Olgerd Vladislav, the kozak adventurer who wandered down from the northern steppes and made himself chief of a band of Zuagirs." |
| " У селах говорять, що людина ця стала правицею Ольгерда Владислава, козацького авантюриста, що прийшов з північних степів і своєю волею очолив зуагірів." | |

- Глег Запорозький (англ. Gleg the Zaporoskan)  запорозький козак. Володар фортеці у якій утримувався туранський принц. Про нього вказано, що він прийшов у долину юетші грабувати і залишився, ставши місцевим феодалом. Фігурує у оповіданні «Дорога орлів».

## Твори в яких згадуються козаки
- Тіні в місячному світлі (1934)
- Залізний демон (1934)
- Люди Чорного Кола (1934)
- Відьма має народитися (1934)
- Червоні цвяхи (1936)
- Дорога орлів (1955)
- Полум'яний ніж (1955)

## Особливості російськомовних перекладів
В російськомовних перекладах слово «kozak» , перекладають як: «козак», «казак», «касак» і навіть «мунган»    .
У деяких російськомовних перекладах оповідання «Відьма має народитися» Ольгерд Владислав, стає Гаретом.